# Pseudochazara porphyritica
Pseudochazara porphyritica är en fjärilsart som beskrevs av Clench och Shoumatoff 1956. Pseudochazara porphyritica ingår i släktet Pseudochazara och familjen praktfjärilar. Inga underarter finns listade i Catalogue of Life.